# Khám nghiệm tử thi người ngoài hành tinh

Hình bìa VHS của bộ phim Alien Autopsy: Fact or Fiction

Khám nghiệm tử thi người ngoài hành tinh là một bộ phim đen trắng dài 17 phút khả nghi mô tả nhóm nhân viên quân đội Mỹ đang tiến hành kiểm tra y tế bí mật hoặc khám nghiệm tử thi của một người ngoài hành tinh. Phim do vị doanh nhân có trụ sở doanh nghiệp tại Luân Đôn tên là Ray Santilli phát hành vào năm 1995. Ông giới thiệu đoạn phim này dưới dạng một cuộc khám nghiệm tử thi xác thực trên cơ thể của một sinh vật ngoài hành tinh được phục hồi sau vụ rơi "đĩa bay" năm 1947 ở gần Roswell, New Mexico. Đoạn phim được cho là do một nhà quay phim quân đội về hưu muốn giấu tên cung cấp cho Santilli.
Năm 2006, Santilli đã phải thừa nhận bộ phim này không chân thực mà chỉ là sự tái tạo dàn dựng các cảnh quay mà ông cho biết mình từng xem vào năm 1992, nhưng bị hư hỏng và không thể sử dụng được vào thời điểm ông làm ra đoạn phim này. Santilli cho rằng một vài khung hình từ bản gốc được lồng vào đoạn phim này, nhưng ông không bao giờ nói rõ đó là những khung hình nào. Sự tồn tại của một cuộn phim ban đầu về vụ khám nghiệm tử thi này vốn dĩ chưa bao giờ được xác minh độc lập.

## Alien Autopsy: Fact or Fiction
Đài truyền hình Fox do Jonathan Frakes làm người dẫn chương trình đã cho phát sóng đoạn phim này tại Mỹ vào ngày 28 tháng 8 năm 1995, với tựa đề Alien Autopsy: Fact or Fiction (Khám nghiệm tử thi người ngoài hành tinh: Sự thật hay hư cấu). Chương trình khiến nhiều người choáng váng, với lời tuyên bố từ tạp chí Time rằng bộ phim đã tạo ra một cuộc tranh luận "với cường độ chưa từng có trên bất kỳ bộ phim gia đình nào kể từ phim Zapruder". Fox đã phải phát sóng lại chương trình này tới hai lần, mỗi lần đều có xếp hạng cao hơn, với chương trình phát sóng vào tháng 11 năm 1995 lại giành được giờ công chiếu đạt 11,7 triệu người xem và chiếm 14% thị phần. Mặc dù trong phiên bản phát sóng, một số phần trong vụ khám nghiệm tử thi đã được pixel hóa hoặc chỉnh sửa từng chút một, Santilli khẳng định rằng bộ phim này đã hoàn chỉnh và chưa qua công đoạn chỉnh sửa, ngoài đoạn phim chưa được phát hành trước đó từ tàn tích nghi là phần còn lại của chiếc tàu vũ trụ chứa thi thể người ngoài hành tinh bị rơi ở Roswell theo như báo cáo của quân đội Mỹ.
Chương trình Fox có sự tham gia của nhiều nhân vật nổi tiếng ở trước và sau máy quay. Các cuộc phỏng vấn với những chuyên gia về tính xác thực của bộ phim bao gồm chuyên gia trang điểm hiệu ứng đặc biệt từng đoạt giải Oscar Stan Winston, đạo diễn hình ảnh Allen Daviau, và nhà bệnh học pháp y nổi tiếng Cyril Wecht vốn phụ trách việc trông coi các thủ tục khám nghiệm tử thi trong phim là xác thực nhưng lại không cho biết họ có phải là người ngoài hành tinh hay không.
Đạo diễn phim John Jopson đã được nhà sản xuất Robert Kiviat mời chỉ đạo một số phần đặc biệt của chương trình Fox, bao gồm cả cuộc phỏng vấn của Santilli. Jopson cho biết chính ông ngay lập tức trở nên nghi ngờ khi gặp Santilli ở Luân Đôn và, sau khi tiến hành điều tra thêm, nói với cả Fox và Kiviat là ông tin rằng "toàn bộ chuyện này chỉ là một trò lừa đảo". Ông mô tả phản ứng của họ như sau: "Sau đó, tôi đã nói rõ rằng nếu cảnh quay này bị vạch trần như một trò lừa bịp trước khi chương trình được phát sóng, thì tỷ suất người xem sẽ bị ảnh hưởng." Jopson đành phải nhờ cậy đến dịch vụ thám tử của bạn mình là điều tra viên tư nhân nổi tiếng William Dear, nhưng theo Jopson, Dear đã bị các nhà sản xuất ngăn lại vì sợ trò lừa bịp sẽ bị lộ trước ngày phát sóng và anh ta còn bị hạn chế công việc điều tra danh tính của "người quay phim bí ẩn". Hai trong số những người tham gia chương trình cho rằng quan sát của họ bị bóp méo: Stan Winston và Kevin D. Randle (một tác giả và nhà điều tra UFO nổi tiếng) đều khẳng định họ đã tuyên bố rõ ràng trong cuộc phỏng vấn rằng họ tin tưởng đoạn phim này chỉ là một trò lừa bịp, nhưng chẳng mấy ai thèm lưu tâm đến lời họ nói nữa.
Cũng vào ngày 28 tháng 8 năm 1995, vài giờ trước khi chương trình của Mỹ phát sóng, Channel 4 của Vương quốc Liên hiệp Anh và Bắc Ireland đã cho công chiếu The Roswell Incident như một ấn bản đặc biệt của loạt phim tài liệu nhiều tập mang tên Secret History chứa cảnh quay khám nghiệm tử thi có chủ đích.

## Lời thừa nhận của Santilli
Năm 2006, những sự kiện xung quanh việc phát hành đoạn phim đều được chuyển thể thành một bộ phim truyện hài của Anh nhan đề Alien Autopsy, do Jonny Campbell làm đạo diễn và William Davies viết kịch bản. Bộ phim tái hiện một cách hài hước quá trình làm phim của Santilli dựa trên những phát ngôn của ông mà không bình luận chút nào về tính xác thực này.
Ngày 4 tháng 4 năm 2006, vài ngày trước khi phát hành phim, hãng Sky đã phát sóng một bộ phim tài liệu có tựa đề Eamonn Investigates: Alien Autopsy do Eamonn Holmes giới thiệu. Trong chương trình này, Ray Santilli và nhà sản xuất đồng nghiệp Gary Shoefield thừa nhận rằng bộ phim của họ thực sự là một "bản tái tạo", theo cách nói của họ, chỉ chứa "một vài khung hình" từ 22 cuộn phim gốc (mỗi cuộn phim dài trung bình bốn phút), mà Santilli xác nhận là mình đã xem qua vào năm 1992. Họ giải thích rằng, vào thời điểm lúc đấy họ đã huy động đủ tiền để mua bản gốc, chỉ có một số khung phim vẫn còn nguyên vẹn, phần còn lại đã bị hao mòn không thể sử dụng được do nhiệt và độ ẩm. Trong phim tài liệu này, Eamonn Holmes liên tục gọi bộ phim là "giả", trong khi Santilli vẫn kiên nhẫn khẳng định đây là bản "phục chế", bảo lưu ý kiến cho đây là sự "tái tạo" lại bộ phim khám nghiệm tử thi người ngoài hành tinh thực tế mà ông từng xem vào đầu những năm 1990, rồi về sau phim bị hư hỏng dần một cách khó hiểu.
Santilli và Shoefield cho biết họ đã "khôi phục" lại đoạn phim bị hư hỏng bằng cách quay một cuộc khám nghiệm tử thi được mô phỏng về một người ngoài hành tinh giả tạo, dựa trên những gì Santilli nói rằng chính mắt ông đã nhìn thấy vào năm 1992, và sau đó thêm vào một vài khung hình của bộ phim gốc chưa bị suy giảm chất lượng. Họ không xác định được khung phim nào là từ bản gốc khả nghi. Theo Santilli, cả bộ phim đều được dàn dựng trong phòng khách của một căn hộ trống ở Quảng trường Rochester, Camden Town, Luân Đôn. Santilli còn bỏ tiền ra mướn một nghệ sĩ và nhà điêu khắc tên là John Humphreys tới chỗ này nhằm tạo ra hai cơ thể giả người ngoài hành tinh trong khoảng thời gian ba tuần, sử dụng phôi có chứa não cừu đặt trong mứt mâm xôi, ruột gà và khớp ngón tay lấy được từ một người bán thịt. Humphreys cũng đóng vai trò giám định viên chính, để cho phép anh ta kiểm soát các hiệu ứng được quay. Có hai nỗ lực riêng biệt nhằm thực hiện cảnh quay. Sau khi quay phim xong xuôi, nhóm nghiên cứu đã xử lý đống "thi thể" này bằng cách cắt chúng thành nhiều mảnh nhỏ và đặt vào các thùng rác trên khắp Luân Đôn.
Di vật của người ngoài hành tinh bị nghi là các món đồ được phục hồi từ hiện trường vụ đĩa bay rơi xuống Roswell đều có mô tả trong đoạn phim này. Chúng bao gồm các biểu tượng người ngoài hành tinh và bảng điều khiển sáu ngón tay, mà Santilli khắc họa trong bộ phim tài liệu của hãng Sky là kết quả của giấy phép nghệ thuật về phần mình. Những hiện vật này đều là thành quả sáng tạo của Humphreys. Đoạn phim còn cho thấy rõ cảnh một người đàn ông đọc lời tuyên bố "xác minh" danh tính của anh ta chính là người quay phim ban đầu và nguồn gốc của cảnh quay. Santilli và Shoefield thừa nhận trong bộ phim tài liệu rằng họ đã tìm thấy một người đàn ông vô gia cư không rõ danh tính trên đường phố Los Angeles, thuyết phục anh ta đóng vai người quay phim và quay lại khung cảnh này trong một nhà nghỉ ven đường. Nhà sản xuất cũng phải cho phát hành bộ phim tài liệu này, với sửa đổi đôi chút, dưới dạng đĩa DVD vào năm 2006.